# Sonata per pianoforte n. 32 (Beethoven)
La sonata per pianoforte n. 32 in Do minore, Op. 111, è l'ultima sonata per pianoforte composta da Ludwig van Beethoven. Fu una delle sue ultime composizioni per piano insieme alle Variazioni Diabelli in Do maggiore, Op. 120 (1823) e alle due raccolte di bagatelle Op. 119 (1822) e Op. 126 (1824).
Scritta tra il 1821 e il 1822, questa sonata, come le altre dell’ultimo periodo beethoveniano, contiene diversi elementi fugati ed è tecnicamente molto impegnativa.

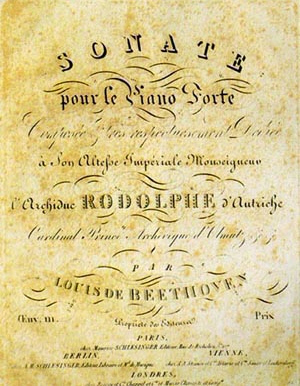
La prima edizione della Sonata n.32

Essendo una delle composizioni più famose del "tardo periodo" di Beethoven, è registrata ed eseguita molto spesso. Il pianista Robert Taub l'ha definita "Un'opera di ineguagliabile espressione e trascendenza … il trionfo dell'ordine sul caos, dell'ottimismo sull'angoscia." Celebri poi sono le pagine che lo scrittore Thomas Mann dedicò soprattutto al secondo movimento della sonata, la cosiddetta 'Arietta', nelle pagine del suo romanzo Doktor Faustus del 1947; l'interpretazione di Mann risulta influenzata da Theodor Adorno.

## Struttura
L'opera è formata da due movimenti, in ampio contrasto tra loro:
1. Maestoso — Allegro con brio ed appassionato
2. Arietta: Adagio molto semplice e cantabile

### Analisi del primo movimento: Maestoso — Allegro con brio ed appassionato
Il primo movimento della sonata ha come metro quattro quarti nella tonalità di base di do minore. L'indicazione agogica (o tempo) indicata è “Maestoso” per l'introduzione e "Allegro con brio e appassionato" per la parte centrale del movimento. La struttura formale è quella di una forma-sonata con le tre classiche parti: esposizione - sviluppo - ripresa. L'esposizione è preparata da un'introduzione e la ripresa si conclude con una breve coda.
Anche questa sonata segue l'indirizzo che Beethoven ha dato ad altre sue opere di questo periodo: "logica libertà del procedimento e superamento non arbitrario, ma razionale, di ogni limitazione formale". Come il problema dell'inserimento di una fuga in questa categoria di composizioni che l'autore affronta nel modo più drammatico: "combinare la trama sonora della fuga e quella della sonata, e farlo in un primo movimento".

#### Introduzione
L'introduzione, animata da una grandiosità epica, non interviene più nel corso della composizione. "Le cinque battute iniziali dell'Op. 111 sono un grido di agonia piuttosto che di sfida", mentre nelle cinque seguenti "sembra che Beethoven contempli con delicata perplessità la sua miserabile condizione umana, rigirandola tra le mani come a volerne scoprire il significato". L'introduzione si presenta con tre frasi iniziali, le prime due impostate su accordi di settima diminuita: fa diesis settima diminuita con la conclusione sul sol maggiore (misure 1 - 3), si settima diminuita (una quarta sopra rispetto alla prima frase) con la conclusione sul do maggiore (misure 3 - 5). La terza frase, con la stessa figurazione delle prime due, si presenta con un accordo di si bemolle minore (un semitono sotto la seconda frase) conclusa con un accordo di sol bemolle maggiore. [battuta 1-5]
A questo punto il basso sale cromaticamente dal sol bemolle al re naturale (misure 7 - 9) "producendo un senso di tormentata oppressione" che si "scarica" solamente quando il basso scendendo di un'ottava inizia la "distensione". Tutta il passaggio è suonato in "pianissimo", ciò non fa che aumentare il senso di oppressione. Un rapidissimo crescendo porta finalmente alla risoluzione liberatoria delle misure 11 - 12 e a un lungo episodio (misure 12 - 19) su un pedale di sol (dominante della tonalità di base e quindi armonia preparatoria all'entrata del tema principale alla tonica). Il passaggio dal maestoso all'allegro è risolto semplicemente a misura 18 di questa fase: qui Beethoven indica "Allegro con brio ed appassionato" e contemporaneamente raddoppia la lunghezza delle note del trillo (da biscrome a semicrome). Alfredo Casella nella sua edizione critica delle sonate beethoveniane propone di passare da un valore metronomico di 52 per il "Maestoso" a un valore di 60 per l'"Allegro" e di produrre una lieve accelerazione alla misura 19.

#### Esposizione
Il primo movimento, come molti altri lavori di Beethoven composti in Do minore, è burrascoso e appassionato. Il tema (primo tema del gruppo tematico principale in do minore - è presente anche un controsoggetto o tema secondario) è estremamente schematico: "ma la sua potenza espressiva è pari alla sua elementare semplicità"; ed è presentato in modo monofonico senza accompagnamento e raddoppiato all'ottava in fortissimo. Il tema consiste in un inciso formato da una tripla appoggiatura ascendente seguita da tre semiminime (le prime due in staccato e l'ultima con un punto coronato). Questo inciso presenta un indubbio interesse contrappuntistico, ma anche un interesse armonico determinato dall'intervallo di quinta eccedente (mi bemolle - si naturale) con il quale si chiude l'inciso, preceduto da un intervallo (sol - do) altamente coesivo di quarta giusta. Importante per la tensione drammatica che crea è anche il punto coronato a fine inciso: "la parte iniziale [apparizione iniziale dell'inciso] acquista così un connotato di annuncio, quasi di presagio". L'inciso viene ripetuto e seguito immediatamente da 6 misure di consolidamento del tema sempre in modo omofonico e con raddoppio all'ottava; questa parte può essere interpretata anche come una codetta del tema o collegamento alla fase successiva. [battute 20-24]
A misura 30 un arpeggio discendente di semicrome si conclude con una contro-enunciazione del tema (seconda entrata) con un accompagnamento omoritmico caratterizzato da diversi tipi di "tocco" (staccato, portamento, legato). [battute 30-32]
Una conclusione (misure 33 - 35), sempre a carattere discendente, conduce alla terza entrata del tema a battuta 36. Si tratta di una doppia fuga dove il tema riappare ancora due volte: a misura 40 alla relativa maggiore (mi bemolle maggiore) e a misura 45 alla sopradominante (la bemolle maggiore - è previsto anche un cambio dell'armatura di chiave con l'aggiunta di un bemolle). Il tema questa volta leggermente variato, appare alla mano destra, come soggetto di una fuga molto anticonvenzionale. A questo punto viene riproposto dalla mano sinistra, come controsoggetto della fuga, un nuovo tema che può essere considerato come un tema secondario del primo gruppo tematico della forma sonata, un motivo di sette crome (sol - do - si - do - fa - mi ? - do), che viene incessantemente ripreso e sviluppato da entrambe le voci, e accresce sensibilmente la tensione drammatica. Questa parte (misure 36 - 48) può essere interpretata come il "primo episodio" di una fuga classica; in effetti è una progressione dove il tema e il controsoggetto (o tema secondario) vengono presentati in successione e con armonizzazioni diverse. [battute 36-46]
Due battute di collegamento (misure 49 - 50) preparano l'entrata del secondo tema. Questo è formato da quattro minime che in successione balzano dall'acuto al grave e ritornano all'acuto su un accordo diminuito (re minore quinta diminuita) che alla fine si completa in una settima diminuita (re settima diminuita). Il secondo tema consiste in una melodia dal ritmo puntato completato da una serie di arabeschi con gruppi di 12, 6 e 5 note. L'ambiente tonale non è quello previsto dai canoni della forma-sonata (tonalità relativa maggiore), ma quello di la bemolle maggiore (sesto grado rispetto alla tonalità di base), tonalità che la fuga ha "lambito" nella parte finale. Anche la brevità del tema (solo 6 misure) conferma la relativa importanza di questo tema: è un breve momento di riposo prima del ritorno della travolgente dinamica del tempo. [battute 50-54]
Un Meno allegro e un ritardando conducono a un breve "Adagio" di misura 55. "Una cascata di terze spezzate discendenti su un accordo di settima diminuita [re settima diminuita], seguita da una scala ascendente non legata" conduce alla fase conclusiva dell'Esposizione: un'energica marcia militare con un tema in la bemolle maggiore che passa in poche battute da una mano all'altra. Questo tema può essere visto come "il secondo tema del secondo gruppo tematico", ma anche come un'ulteriore variazione del tema della fuga. In questo caso si tratterebbe del "secondo episodio" della fuga (il "primo episodio" è la progressione da misura 36) consistente in un'iterazione prolungata della testa del tema della fuga.[battute 59-63]
Arriva il momento di concludere l'esposizione, e Beethoven, secondo è solito, lo fa costruendo una coda partendo da un elemento già visto: si tratta infatti del secondo tema, inverso e ripreso forte.[battute 65-68]
```

```

La coda dell'esposizione si chiude con un ritorno alla scrittura omofonica in sforzando che termina con dei la bemolle in fortissimo non armonizzati.

#### Sviluppo
Lo sviluppo, in sol minore (dominante), è introdotto semplicemente da due accordi (misure 72 - 73): uno alla dominante (sol minore) e il seguente alla dominante della dominante (re maggiore). Quindi un cambio dell'armatura di chiave in si bemolle introduce la tonalità della dominante per il resto dello sviluppo: sol minore. Lo sviluppo si presenta con una doppia fuga, a due soggetti: il tema principale di misura 20 sovrapposto allo stesso tema con valori aumentati combinato con il trillo della parte finale dell'inciso dell'introduzione (battuta 2). [battute 72-80]
Le sei battute finali dello sviluppo sono caratterizzate da una progressione (ossia un crescendo drammatico) sul tema principale. In realtà è un pedale sulla dominante, preparazione usuale per la ripresa dei temi esposti inizialmente. In queste sei battute abbiano anche un altro esempio del repertorio di tocco e timbratura di Beethoven: agli accordi della mano destra (la testa del tema) segue un arpeggio sulla dominante sfalsato di un sedicesimo della mano sinistra.[battute 86-88]
Questo sviluppo è molto breve rispetto al resto del movimento: 20 battute sulle quasi 160 dell'intero movimento. In effetti più che uno sviluppo siamo in presenza di un'ulteriore elaborazione del tema. Anche l'escursione tonale è ridotta al minimo (gravita fondamentalmente sulla dominante per concludere a misura 86 su una settima diminuita costruita sul IV grado innalzato - fa diesis settima diminuita).

#### Ripresa e coda finale
Le riprese di Beethoven molto raramente sono convenzionali; vale a dire che sono di rado delle copie in extenso dell'esposizione. Pur non contravvenendo ai canoni della forma-sonata, la ripresa (a misura 93) del primo movimento di questa sonata riserva delle sorprese. Subito "è sentita come una nuova e più grande potenza drammatica", e questa si manifesta con l'entrata del tema in ottave con un procedere grandioso, quasi maestoso. Anche in questa fase la drammaticità del tema viene accentuata dalle ottave staccate prodotte da entrambe le mani, ma con la sinistra in ritardo di un sedicesimo. [Battute 93-98]
La parte finale della codetta del tema modula a misura 99 sul re bemolle maggiore (cioè in armonia napoletana); ciò permette la seconda entrata del soggetto nella tonalità della sottodominante (fa maggiore). Questa modulazione è nella tradizione e serve a preparare l'entrata del secondo gruppo tematico alla tonica (do maggiore in questo caso). [battute 99-101]
La doppia fuga si trasforma in una variante a scrittura omofonica di 5 misure (battute 109 -114); l'effetto è di enorme agitazione. Alla fine ritornano le due misure di collegamento (battute 115 - 116) composte da quattro minime che in successione balzano dall'acuto al grave e ritornano all'acuto su una serie di accordi (do minore - do maggiore settima - fa minore - fa diesis settima diminuita) che risolvono sul sol basso, dominante di do maggiore, tonalità del secondo gruppo tematico. La seconda idea viene sviluppata in un lungo e considerevole ritardando finché non viene ripresa alla sottodominante (fa minore) a misura 125. La decorazione finale del tema viene trasformata in una quintina utilizzata per una drammatica progressione ascendente di cinque misure (battute 128 - 132) che termina in una caduta su due accordi di settima diminuita (fa diesis settima diminuita e si settima diminuita) e una risalita di quartina (sulla tonica sol minore) dalle quali emerge la coda finale nella tonalità di base (do minore). [battute 132-136]
Il tema della conclusione attraverso una serie di accordi sforzati e in contrattempo (richiamo alle settime diminuite dell'introduzione - misure 147-149), giunge alle nove battute conclusive, nelle quali la tensione di tutto il movimento si placa nell'armonia di do maggiore. Do maggiore che viene raggiunto tramite ripetuti accordi di fa minore che nella terzultima misura modulano al si settima diminuita (ancora un richiamo alle settime, vero elemento di coesione di tutto il movimento) "su un pedale che contiene già la tonica quale sua inevitabile conclusione". [Battute 156-159]
Il do maggiore finale, chiaramente serve a preparare il secondo e ultimo movimento. In altre parole, l'aver richiamato, nella parte finale del movimento, la tonalità di fa minore ha permesso a Beethoven di terminare il pezzo in do maggiore, e annunciare così il secondo movimento (in do maggiore).

#### Schema riassuntivo
| Parte        | Sezione                                           | Sottosezione                                         | Grado                                           | Tonalità                                  | Battute:da-a |
| ------------ | ------------------------------------------------- | ---------------------------------------------------- | ----------------------------------------------- | ----------------------------------------- | ------------ |
| Introduzione | Prima frase                                       |                                                      |                                                 | fa # 7 dim => sol maggiore                | 1 – 3        |
| Introduzione | Seconda frase                                     |                                                      |                                                 | si 7 dim => do maggiore                   | 3 – 5        |
| Introduzione | Terza frase                                       |                                                      |                                                 | si bemolle minore => sol bemolle maggiore | 5 - 7        |
| Introduzione | Codetta all'introduzione                          |                                                      |                                                 | sol bemolle maggiore => sol maggiore      | 7 - 19       |
| Esposizione  | Prima entrata                                     | Tema principale                                      | I (tonica)                                      | do minore                                 | 20 – 24      |
| Esposizione  | Prima entrata                                     | Codetta del tema                                     | I (tonica)                                      | do minore                                 | 24 – 30      |
| Esposizione  | Seconda entrata                                   | Tema                                                 | I (tonica)                                      | do minore                                 | 30 - 32      |
| Esposizione  | Seconda entrata                                   | Codetta o conclusione                                |                                                 |                                           | 33 - 35      |
| Esposizione  | Terza entrata                                     | Tema e controsoggetto                                | I (tonica)                                      | do minore                                 | 35 - 39      |
| Esposizione  | Quarta entrata                                    | Tema e controsoggetto                                | III (relativa maggiore)                         | Mi b magg.                                | 40 - 44      |
| Esposizione  | Quinta entrata                                    | Tema                                                 | VI (sopradominante)                             | la b magg.                                | 44 - 48      |
| Esposizione  | Quinta entrata                                    | Ponte di collegamento                                |                                                 | re min. 5a dim. => re 7a dim.             | 49 - 50      |
| Esposizione  | Seconda tema                                      | Tema                                                 | VI (sopradominante)                             | la b magg.                                | 51 -54       |
| Esposizione  | Seconda tema                                      | Codetta del tema                                     |                                                 |                                           | 54 - 58      |
| Esposizione  | Coda dell'esposizione                             | Tema conclusivo (una variazione del tema principale) | VI (sopradominante)                             | la b magg.                                | 59 - 70      |
| Esposizione  | Coda dell'esposizione                             | Ponte modulante                                      | VI (sopradom.) => V (dom.) => II (dom. di dom.) | la b => sol => re                         | 71 - 73      |
| Sviluppo     | Doppia fuga (tema con valori aumentati)           |                                                      | V (dominante)                                   | sol min.                                  | 74 - 86      |
| Sviluppo     | Pedale di dominante                               |                                                      | V (dominante)                                   | sol magg.                                 | 87 - 92      |
| Ripresa      | Prima entrata                                     | Tema principale                                      | I (tonica)                                      | do minore                                 | 93 - 96      |
| Ripresa      | Prima entrata                                     | Codetta del tema                                     | modulazione => sopratonica                      | => re b magg.                             | 96 - 100     |
| Ripresa      | Seconda entrata                                   | Doppia fuga                                          | IV (sottodominante)                             | fa minore                                 | 100 - 105    |
| Ripresa      | Terza entrata                                     | Doppia fuga                                          | VII (sensibile)                                 | si bemolle                                | 105 - 108    |
| Ripresa      | Quarta entrata                                    | Sviluppo omofonico                                   | II (sopratonica)                                | re bemolle                                | 109 - 114    |
| Ripresa      | Ponte di collegamento                             |                                                      |                                                 | do magg. 7a => fa # 7a dim.               | 115 - 116    |
| Ripresa      | Seconda tema                                      | Tema                                                 | I (tonica)                                      | do magg.                                  | 117 - 121    |
| Ripresa      | Seconda tema                                      | Codetta del tema                                     | modulazione => sottodominante                   | => fa minore                              | 121 - 127    |
| Ripresa      | Seconda tema                                      | Progressione e conclusione                           | modulazione => dominante                        | fa # 7a dim => si 7 dim = sol minore      | 128 - 135    |
| Coda finale  | Tema conclusivo                                   |                                                      | I (tonica)                                      | do minore                                 | 136 - 147    |
| Coda finale  | Richiamo alle settime diminuite dell'introduzione |                                                      |                                                 |                                           | 147 - 150    |
| Coda finale  | Cadenze finali                                    | I (tonica)                                           |                                                 | fa min. => si 7a dim. => do maggiore      | 151 - 159    |

### Analisi del secondo movimento: arietta
Il secondo movimento della sonata ha come metro nove sedicesimi nella tonalità di base di do maggiore. L'indicazione agogica (o tempo) indicata è "Adagio molto semplice e cantabile". La struttura formale è quella di un'aria con sei variazioni e una piccola coda finale. La coda finale, per alcuni commentatori, inizia già con la sesta variazione. Per altri commentatori le variazioni sono sette concatenate, specialmente verso la fine, senza nette soluzioni di continuità.

#### Tema
Il tema è formato da 16 misure (nella forma classica di 8 + 8, frase A e frase B ripetute, ossia ritornellate). Da un punto di vista espressivo "il tema, chiaro e lineare, canta con una semplicità elementare di efficacia potentemente espressiva". "Sembra che il Maestro abbia qui raggiunto il più alto grado della serenità, liberandosi completamente dalla tragicità terrestre, così eloquentemente sintetizzata nell'Allegro precedente". Il percorso armonico è molto semplice: tonica - relativa minore - dominante - tonica. Questi sono i componenti più elementari della tonalità che presentati nell'ordine giusto rasentano una banalità quasi sconcertante. Ma Beethoven "sa come mettere a nudo gli elementi basilari della tonalità in modo da liberare la potente energia che racchiudono".
Le prime sei battute sono una salita controllata fino alla ricaduta al livello iniziale (battuta 7 e seguenti) che terminano con un "interrogativo" che nella ripetizione della frase (secondo finale del ritornello) conducono a un equilibrato riposo. In tutta questa prima parte l'armonia è incentrata principalmente sulla tonica (do maggiore); a parte un rapido cenno della dominante (sol maggiore) a battuta 5 e il pedale sempre di dominante nelle ultime battute che nella ripetizione cadenzano alla tonica (do maggiore). A battuta 11 una modulazione porta l'armonia sulla relativa minore (la minore) che dura per quattro battute alla fine delle quali (battuta 15) arriva la dominante (sol maggiore) in posizione fondamentale. Per un attimo sembra che cessi sia il ritmo che l'armonia. Il sostenere, per altre quattro battute e mezza, in modo semplice e reiterato la sola dominante, ci fa capire quanto questa può essere più espressiva di qualsiasi altro accordo esotico. Il crescendo su queste ultime battute con lo sforzando finale che cadenza (cadenza perfetta) sulla tonica (do maggiore) ci fanno ulteriormente cogliere la potenza espressiva di questa cadenza troppe volte banalizzata. [battute 1-18]

#### Prima variazione
La prima variazione conserva l'insolita frazione metrica del tema, ossia i 9/16. Essa ha un carattere danzante, dovuto alle variazioni di ritmo della mano destra, e alla scomposizione degli accordi della mano sinistra con delle semicrome sincopate. Con la prima variazione inizia l'incremento di velocità rispetto alla precedente: alla mano sinistra le crome puntate del tema vengono triplicate in sedicesimi. In questo modo il tema subisce un'iniziale diminuzione, ossia alcune sue parti si espandono mediante l'introduzione di valori più brevi.  Lo schema armonico rimane invariato. [battute 20-25]

#### Seconda variazione
Nella seconda variazione la metrica cambia in 6/16 e il tema subisce un'ulteriore diminuzione: i tre sedicesimi si trasformano in due gruppi di semicroma più biscroma. I legami con il tema principale vengono ulteriormente allentati con l'introduzione di una maggior quantità di valori brevi. Gli accordi e le figure di ritmo impiegate rimandano col pensiero alla musica del XX secolo, in particolare al jazz e allo swing. [battute 41-45]

#### Terza variazione
Il processo iniziato nelle due precedenti variazioni prosegue ulteriormente nella terza variazione. La metrica cambia ancora in 12/32, mantenendo comunque lo stesso tempo. La velocità viene raddoppiata con quattro gruppi di biscroma più semibiscroma. Degli arpeggi frenetici attraversano l'intera tastiera, e si accompagnano a controtempi e a folgoranti sincopi. Questa variazione impressiona per la sua energia "jazzistica"  espressa dai 18 sforzando in levare (6 per ogni battuta) nelle ultime tre misure della prima frase. Il tema principale oscillando continuamente tra le parti interne ed esterne e spezzettato inoltre in una marea di note risulta poco evidente. [battute 60-65]

#### Quarta variazione
Fino alla terza variazione, da un punto di vista puramente formale, la struttura melodica e armonica è quella del tema; si ha solamente una intensificazione sonora dovuta ai ripetuti dimezzamenti della durata delle note del tema e dell'accompagnamento. Con la quarta variazione il contrasto drammatico si esplicita e dalle profondità di un mondo ancora statico e inespresso sale "una luminosità eterea assolutamente nuova che, realizzata pianisticamente da Beethoven per la prima volta, darà vita a tutto il sinfonismo poemico del romanticismo tedesco". Tutta la quarta variazione esprime due stati d'animo contrastanti: uno misterioso, remoto quasi inesprimibile, l'altro luminoso e celestiale.
Il gruppo di partenza, che nel tema dura una croma e mezza (quindi una sola nota), nella prima variazione si trasforma in tre semicrome (tre note), nella seconda due gruppi formati da una semicroma e biscroma (quattro note) e nella terza variazione è formato da quattro gruppi di biscroma e semibiscroma (otto note), ora nella quarta variazione è composto da tre terzine di biscrome per un totale di nove note. Cambia anche l'indicazione agogica: "Con calma. Misterioso" e ritorna la metrica iniziale (9/16). La struttura della variazione può essere divisa in sette sezioni: A - B - A - B - C - D - E.
Sezione A
Questa prima sezione contiene 8 battute (da misura 80 a misura 87) e rappresenta l'elemento misterioso e remoto. Un disturbo continuo e sistematico (un pedale della mano sinistra sulla tonica e dominante alternate) agita la melodia della mano destra formata da grappoli di suoni, che cade sempre sui tempi deboli (il battere è vuoto). Le armonie dell'Arietta sono arricchite da diverse alterazioni cromatiche. [battute 80-81]
Sezione B
Al posto del ritornello abbiamo una nuova figurazione (da misura 88 a misura 96): è una variazione nella variazione. Beethoven in partitura specifica "leggermente"; nell'edizione critica curata da Alfredo Casella ci sono altre due indicazioni: "etereo" e "quasi flauto". Siamo di fronte all'elemento luminoso e celestiale. Questo è realizzato nella parte acuta della tastiera (registro di soprano dello strumento) dove una semplice linea melodica è prodotta da un trillo continuo di terzine di biscrome, mentre il tema si è trasformato in uno staccato di terzine di semicrome (canovaccio armonico dell'Arietta). [battute 98-99]
Segue la ripetizione più o meno variata della Sezione A e della Sezione B (misure 97 - 115).
Sezioni C-D
Alla misura 116 inizia la sezione C. Si tratta di un episodio libero (o divagazione o coda a seconda dei commentatori) nel quale il tema alla tonica (do maggiore) appare incompleto mentre le mani salgono sempre più verso la parte acuta della tastiera. Il tutto sembra portare ad una cadenza sulla tonica dopo la consueta chiusura del trillo. In realtà il trillo finale si ferma sul re (sezione D da misura 122) che dall'orecchio viene interpretato come sopratonica di do, ma subito dopo con un cambio di prospettiva si trasforma in un triplo trillo sulla settima di dominante di mi bemolle maggiore (si b maggiore 7a), prima vera deviazione dalla tonica, mentre la mano sinistra propone l'inciso iniziale del tema prima nell'armonia della tonica (misura 122) e poi nella nuova ambientazione armonica di si b maggiore (misura 126). [battute 116-129]
Sezione E
Il cambio dell'armatura di chiave afferma definitivamente lo spostamento dell'armonia da do maggiore a mi bemolle maggiore (sezione E da misura 136 a misura 146). Ancora una volta appare il tema incompleto. La scansione ritmica di questa parte ricorda la seconda variazione dove il gruppo di riferimento (la croma con punto del tema) è diviso in tre semicrome.

#### Quinta variazione
Con la quinta variazione (a misura 146) tutto si fa più sfumato e i contorni tra una variazione e l'altra si confondono. Per alcuni commentatori la quinta variazione termina a misura 167 e inizia così la sesta variazione. Per altri la sesta variazione inizia a misura 177 (che per altri viene considerato un epilogo). Con questa variazione si ritorna al do maggiore (cambio dell'armatura di chiave), il tema appare più riconoscibile e l'accompagnamento riprende le figurazioni della quarta variazione.
A misura 167 il tema (solamente l'inciso iniziale) passa alla mano sinistra; dopo poche battute inizia un crescendo che termina con un trillo sulla dominante (nota sol). Qui incomincia l'epilogo o la sesta variazione.

#### Sesta variazione
La sesta variazione (da misura 176) continua ad utilizzare le figurazioni introdotte nella quarta variazione che sono ora sovrapposte oltre che dal tema (mezzo tema) anche dal trillo che permane fino alla misura 187. La sonorità in pianissimo risulta diafana, delicata e raffinata.
Le ultime tre battute si chiudono con il tema in forma abbreviata (ridotto ai suoi componenti più elementari - solamente l'inciso iniziale) e senza accompagnamento

#### Schema rissuntivo
| Parte              | Sezione                | Sottosezione                       | Grado                                        | Tonalità                           | Battute:da-a |
| ------------------ | ---------------------- | ---------------------------------- | -------------------------------------------- | ---------------------------------- | ------------ |
| Tema               | Prima frase            | gruppo=croma con punto             | I (tonica) => V (dominante)                  | do magg. => sol magg.              | 1 – 10       |
| Tema               | Seconda frase          |                                    | relativa minore => V (dom.) => I (tonica)    | la minore => sol magg. => do magg. | 11 – 19      |
| Prima variazione   | Prima frase            | gruppo=3 semicrome                 | I (tonica) => V (dominante)                  | do magg. => sol magg.              | 21 – 30      |
| Prima variazione   | Seconda frase          |                                    | relativa minore => V (dom.) => I (tonica)    | la minore => sol magg. => do magg. | 31 – 40      |
| Seconda variazione | Prima frase            | gruppo=2 x semicroma + biscroma    | I (tonica) => V (dominante)                  | do magg. => sol magg.              | 41 – 50      |
| Seconda variazione | Seconda frase          |                                    | relativa minore => V (dom.) => I (tonica)    | la minore => sol magg. => do magg. | 51 – 59      |
| Terza variazione   | Prima frase            | gruppo=4 x biscroma + semibiscroma | I (tonica) => V (dominante)                  | do magg. => sol magg.              | 60 – 70      |
| Terza variazione   | Seconda frase          |                                    | relativa minore => V (dom.) => I (tonica)    | la minore => sol magg. => do magg. | 71 – 79      |
| Quarta variazione  | Sezione A              | solo armonia del tema              | pedale di tonica e dominante                 | do / sol                           | 80 - 87      |
| Quarta variazione  | Sezione B              | variazione della variazione        |                                              |                                    | 88 - 96      |
| Quarta variazione  | Sezione A              | solo armonia del tema              | pedale di mediante, dominante e tonica       | mi / sol / do                      | 97 - 104     |
| Quarta variazione  | Sezione B              | variazione della variazione        |                                              |                                    | 105 - 115    |
| Quarta variazione  | Sezione C              | tema incompleto                    | I (tonica)                                   | do maggiore                        | 116 - 121    |
| Quarta variazione  | Sezione D              | trillo triplo                      | II (sopratonica) => III (mediante diminuita) | re => mi b maggiore                | 122 - 135    |
| Quarta variazione  | Sezione E              | tema incompleto                    | III (mediante diminuita)                     | mi b maggiore                      | 135 - 146    |
| Quinta variazione  |                        |                                    | I (tonica)                                   | do maggiore                        | 147 - 175    |
| Sesta variazione   | trillo sulla dominante |                                    | I (tonica)                                   | do maggiore                        | 176 - 187    |
| Tema               | solo l'inciso iniziale |                                    | I (tonica)                                   | do maggiore                        | 188 - 193    |

## Storia
Beethoven elaborò il piano delle sue ultime tre sonate per pianoforte op. 109, 110 e 111 nell'estate del 1820, mentre lavorava alla Missa Solemnis. Come per altri lavori di questa vastità, anche la composizione dell'Op.111 fu lunga e difficile, e Beethoven prese ispirazione da molto più lontano di quanto si possa credere. Sebbene i primi abbozzi di questa sonata risalgano al 1819, il famoso primo tema del primo movimento faceva parte di un quaderno di appunti risalente al 1801-1802, quando Beethoven stava lavorando alla Seconda Sinfonia. Inoltre, lo studio di questi quaderni di appunti rivela che inizialmente Beethoven pianificava una sonata in tre movimenti, molto diversa da come è nota oggi: è solo in seguito che il tema iniziale del primo movimento divenne il Quartetto per archi n. 13, e quello che avrebbe dovuto essere il tema dell'adagio – una lenta melodia in La bemolle maggiore – venne abbandonato. Solo il tema pianificato per il terzo movimento venne effettivamente impiegato per il primo movimento. Anche il secondo movimento offre una considerabile ricerca tematica; le bozze relative a questo pezzo sembrano indicare che, non appena questo prese forma, Beethoven abbandonò l'idea di un terzo movimento, visto che alla fine la sonata corrispondeva al suo ideale.

## Eredità dell'opera
Chopin ammirava molto questa sonata. In due dei suoi lavori — la Sonata n. 2 e lo Studio del rivoluzionario — si ispirò rispettivamente all'inizio e alla fine del primo movimento della sonata.
Di seguito le prime tre battute della Sonata n. 2, op. 35 di Chopin. Si noti l'analogia con le prime battute del primo movimento della Sonata Op. 111 di Beethoven:
Misure 150-152 della Sonata Op.111:

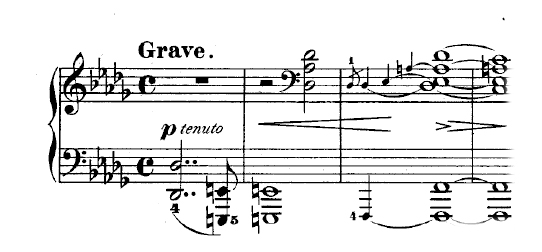
Chopin, incipit della sonata n. 2 Op. 35

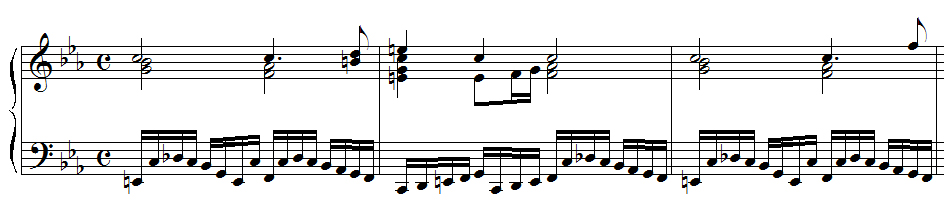
Misure 150-152 della Sonata Op.111 di Beethoven:

Misure 77-81 dello Studio in Do minore di Chopin. Ancora una volta, le somiglianze con l'opera di Beethoven sono evidentissime:

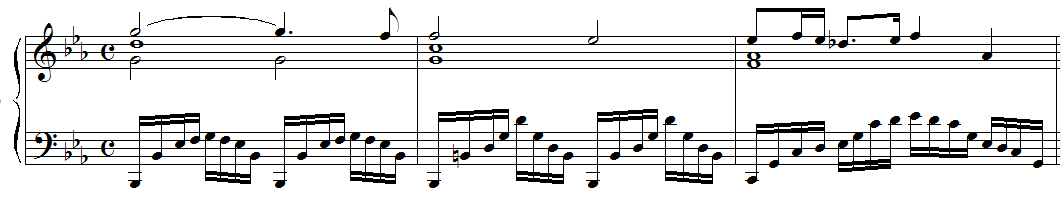
Misure 77-81 dello Studio Op. 10 n. 12 in Do minore di Chopin

## L'op. 111 nella letteratura
Thomas Mann dedica, nel suo capolavoro Doctor Faustus, una lunga pagina di analisi critica e psicologica dell'opera beethoveniana, classificandola come "l'ultima sonata" della tradizione classico-romantica, una sorta di commiato drammatico e sofferto verso la tradizionale forma tripartita del genere sonatistico. Il racconto è ambientato in una piccola sala da concerto, in cui un modesto interprete pone all'uditorio l'interrogativo che lo guiderà - faticosamente - nella difficile interpretazione del brano: “Perché Beethoven non ha aggiunto un terzo tempo alla sonata per pianoforte op. 111?"
Ritornato nel tardo autunno a Vienna da Mödling dove aveva passato l’estate, il maestro si era messo a scrivere di seguito quelle tre composizioni per pianoforte senza neanche, per così dire, alzare gli occhi dalla carta rigata, e ne aveva dato l’annuncio al suo mecenate, il conte Brunswick, per rassicurarlo circa le proprie condizioni di mente. Poi Kretzschmar parlò della sonata in do minore che certo non è facile da capire come opera armonica e spiritualmente ordinata, e che tanto per la critica contemporanea quanto per gli amici aveva costituito un arduo problema estetico: tant’è vero, diceva, che amici e ammiratori, incapaci di seguire il venerato maestro oltre alle vette alle quali nel periodo della maturità aveva portato la sinfonia e la sonata per pianoforte e il classico quartetto d’archi, di fronte alle opere dell’ultimo periodo si erano trovati con la pena nel cuore come davanti a un processo di dissoluzione e di abbandono del terreno noto, sicuro e familiare: davanti appunto a un plus ultra, nel quale sapevano scorgere solo una degenerazione di tendenze che il maestro perseguiva con un eccesso di speculazione, con minuziosità e scienza musicale esagerate — talora in una materia semplice come il tema dell’Arietta, svolto in quelle formidabili variazioni che formano il secondo tempo della sonata. E come il tema di questo tempo, attraverso cento destini, cento mondi di contrasti ritmici, finisce col perdersi in altitudini vertiginose che si potrebbero chiamare trascendenti o astratte — così l’arte di Beethoven aveva superato se stessa: dalle regioni abitabili e tradizionali si era sollevata, davanti agli occhi sbigottiti degli uomini, nelle sfere della pura personalità — a un io dolorosamente isolato nell’assoluto, escluso anche, causa la sordità, dal mondo sensibile: sovrano solitario d’un regno spirituale dal quale erano partiti brividi rimasti oscuri persino ai più devoti del suo tempo, e nei cui terrificanti messaggi i contemporanei avevano saputo raccapezzarsi solo per istanti, solo per eccezione.
Infine posò le mani in grembo, riposò un istante, disse: — Adesso viene il bello — e incominciò il tempo con variazioni “Adagio molto, semplice e cantabile”.
Il tema dell’Arietta, destinato a subire avventure e peripezie per le quali nella sua idillica innocenza proprio non sembra nato, si annuncia subito e si esprime in sedici battute riducibili a un motivo che si presenta alla fine della prima metà, simile a un richiamo breve e pieno di sentimento — tre sole note: una croma, una semicroma e una semiminima puntata che si possono scandire come “Pu-ro ciel” oppure “Dol-ce amor” oppure “Tem-po fu” oppure “Wie-sengrund”: e questo è tutto. Il successivo svolgimento ritmico-armonico-contrappuntistico di questa dolce enunciazione, di questa frase malinconicamente tranquilla, le benedizioni e le condanne che il maestro le impone, le oscurità e le chiarità eccessive, le sfere cristalline nelle quali la precipita e alle quali la innalza, mentre gelo e calore, estasi e pace sono una cosa sola: tutto ciò potrà dirsi prolisso o magari strano e grandiosamente eccessivo, senza che per questo se ne sia trovata la definizione, poiché, a guardar bene essa è indefinibile.
Volto verso di noi, rimase seduto sullo sgabello girevole, nello stesso nostro atteggiamento, chino in avanti, le mani fra le ginocchia, e conchiuse con poche parole la conferenza sul quesito: perché Beethoven non abbia aggiunto un terzo tempo all’op. 111.
Dopo avere udito, disse, tutta la sonata potevamo rispondere da soli a questa domanda.
— Un terzo tempo? Una nuova ripresa… dopo questo addio? Un ritorno… dopo questo commiato? — Impossibile. Tutto era fatto: nel secondo tempo, in questo tempo enorme la sonata aveva raggiunto la fine, la fine senza ritorno. E se diceva “la sonata” non alludeva soltanto a questa, alla sonata in do minore, ma intendeva la sonata in genere come forma artistica tradizionale: qui terminava la sonata, qui essa aveva compiuto la sua missione, toccato la meta oltre la quale non era possibile andare, qui annullava se stessa e prendeva commiato — quel cenno d’addio nel motivo re-sol sol, confortato melodicamente dal do diesis, era un addio anche in questo senso, un addio grande come l’intera composizione, il commiato dalla Sonata.”»
(T. Mann, Doctor Faustus, traduz. di Ervino Pocar)